# Puerto de Flattnitz
 El puerto de Flattnitz  (el. 1400 m.) es un puerto de alta montaña en los Alpes austríacos. 
El paso se encuentra en el estado de Carintia, conectando Glödnitz en el valle del Gurk con Stadl en el río Mur, más allá de la frontera con Estiria. La altura del paso tiene un asentamiento disperso con un sanatorio de gran altitud (Luftkurort) y un lago alpino (Flattnitzer See). Es un destino popular para excursionistas y esquiadores de fondo en invierno. 

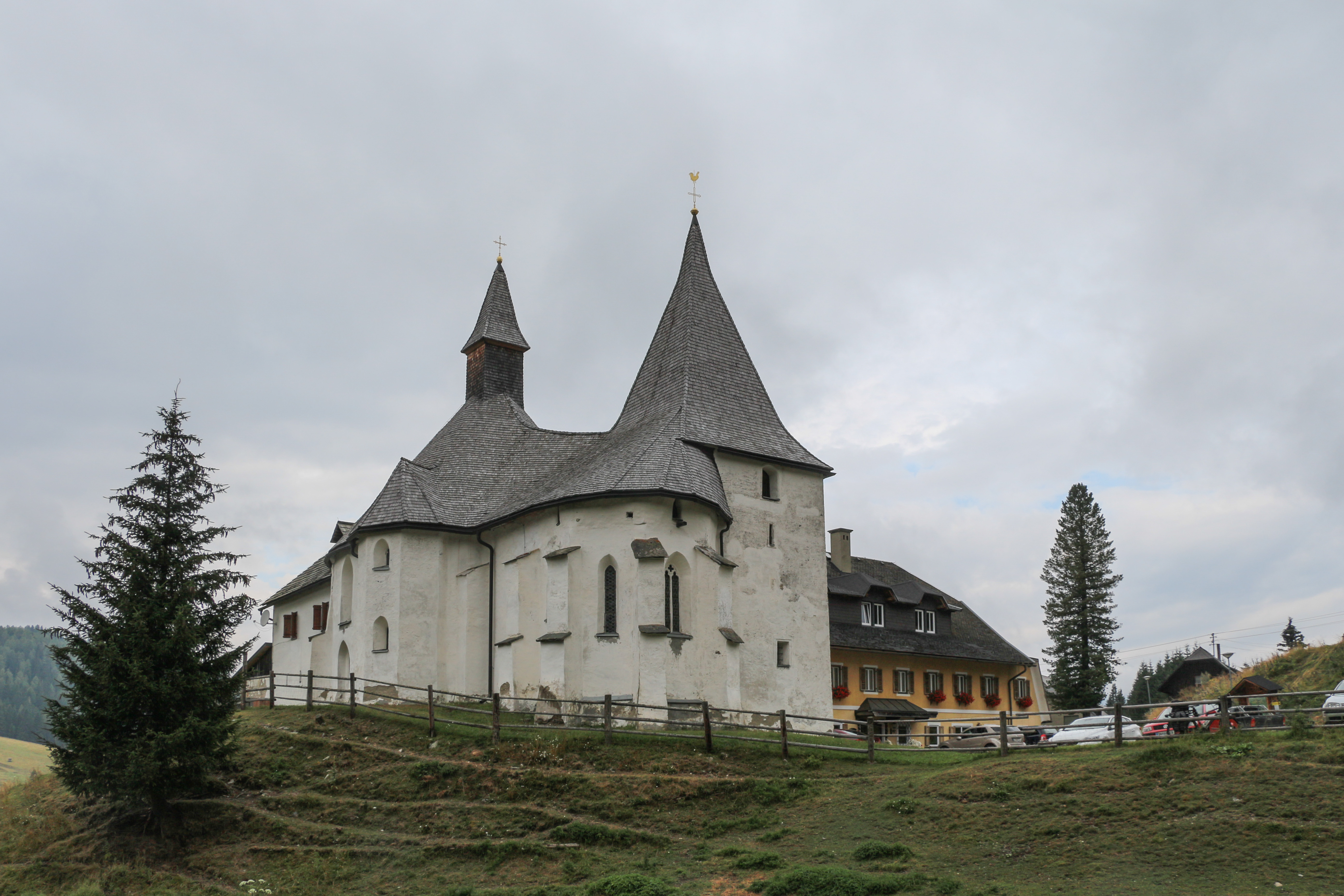
Capilla de San Juan Bautista

El puerto posiblemente se conocía ya en la época romana, se menciona por primera vez en una escritura de 898 emitida por el emperador carolingio Arnulfo. En 1173, los obispos de Gurk erigieron una capilla románica, dedicada a San Juan Bautista, que fue reconstruida alrededor de 1330 como una iglesia parroquial con un edificio de hospicio adyacente. Los obispos usaron Flattnitz (del esloveno:blato, "musgo") como residencia de verano. Las alturas del puerto fueron devastada por las fuerzas invasoras otomanas en 1478. En el siglo XVII, Flattnitz era un área minera de plata, mineral de hierro y plomo. 